# Kolding Kommune (1970–2006)
| Strukturdaten       | Strukturdaten   |
| ------------------- | --------------- |
| Sitz der Verwaltung | Kolding         |
| Fläche              | 238,64 km²      |
| Einwohner           | 63.583 (2005)   |
| Kommune seit 2007   | Kolding Kommune |

Kolding Kommune war bis Dezember 2006 eine dänische Kommune im damaligen Vejle Amt in Jütland. Seit Januar 2007 ist sie zusammen mit  den Kommunen Lunderskov, Vamdrup und Christiansfeld (ohne die Kirchspiele Bjerning, Fjelstrup und Hjerndrup), sowie dem Kirchspiel Vester Nebel der ehemaligen Kommune Egtved Teil der neuen Kolding Kommune.